# La Voz de la Mujer
La Voz de la Mujer fue el primer periódico comunista anárquico feminista redactado por mujeres de la Argentina. Fue publicado en Buenos Aires entre 1896 y 1897 y en Rosario en 1899.
El lema del periódico era “Ni dios, ni patrón, ni marido”. El periódico fue editado primero en Buenos Aires entre 1896 y 1897. En 1899 hay documentación que indica que fue publicado en Rosario, bajo dirección de Virginia Bolten, aunque no se han encontrado ejemplares.  En la década de 1910 hay constancias del intento de reeditar el periódico en Montevideo pero las referencias históricas indican que el proyecto no prosperó. Aparecen como colaboradoras de la publicación porteña Teresa Marchisio, Pepita Gherra, María Calvia y Josefa Martínez.

## Ideas
El periódico convocaba a las mujeres a rebelarse contra la opresión masculina, pero sin abandonar la lucha proletaria. Era crítico a toda forma de autoridad: eclesiástica, patronal, estatal y familiar. La propuesta final era la instauración del comunismo anárquico.  En las páginas de su primer número se podía leer:
¡Salud Compañeras! La Anarquía
Ya trémola el pendón libertador;
¡Hurra, hermanos queridos, a la lucha!
¡Fuerte el brazo, sereno el corazón!
Que no haya entre nosotras rezagadas
Nuestra lucha es a muerte y sin cuartel;
¡Hurra! Hermanas queridas, otro esfuerzo,
Y ¿quién duda que habremos de vencer?
El periódico produjo ciertas tensiones al interior del movimiento anarquista, debido a que muchos anarquistas consideraron algunas de sus manifestaciones como ataques al género masculino, algo que llevó a que las editoras tuvieran que aclarar su posición:

Cuando nosotras (despreciables e ignorantes mujeres) tomamos la iniciativa de publicar “La Voz de la Mujer”, ya lo sospechábamos ¡oh, modernos cangrejos! Que vosotros recibiríais  con vuestra macanística y acostumbrada filosofía nuestra iniciativa porque habéis de saber que nosotras las torpes mujeres también tenemos iniciativa y ésta es producto del pensamiento; ¿sabéis?, también pensamos.
Apareció el primer número de “La Voz de la Mujer”, y claro ¡allí fue Troya!, “nosotras no somos dignas de tanto, ¡ca! No señor”, “¡emanciparse la mujer?”, “¿para qué?” “¡qué emancipación femenina ni que ocho rábanos!” “¡la nuestra”, “venga la nuestra primero”, y luego, cuando nosotros ‘los hombres’ estemos emancipados y seamos libres, allá veremos”
Con tales humanitarias y libertadoras ideas fue recibida nuestra iniciativa.
Por allá nos las guarden pensamos nosotras.
“¿No es verdad que es muy bonito tener una mujer a la que hablaréis de libertad, de anarquía, de igualdad, de revolución social, de sangre, de muerte, para que ésta creyéndoos unos héroes, os diga en tanto que temiendo por vuestra vida (...): ‘¡Por Dios, Perico!’? ¡Ah! ¡Aquí es la vuestra! Echáis sobre vuestra hembra una mirada de conmiseración (...) le decís con teatral desenfado: Quita, allá, mujer, que es necesario que yo vaya a la reunión de tal o cual (...) vamos, no llores, que a mí no hay quien se atreva a decirme ni a hacerme nada”. 
Si vosotros queréis ser libres, con mucha más razón nostras; doblemente esclavas de la sociedad y del hombre, ya se acabó aquello de “Anarquía y Libertad” y las mujeres a fregar. ¡Salud!
"Apareció Aquello", artículo publicado en La Voz de la Mujer

La institución del matrimonio era uno de los principales blancos de ataque de las editoras, que consideraban a la mujer como el eslabón más oprimido de la cadena de explotación. Defendían la idea del amor libre, que ellas describían como aquel que permite «que la unión termine cuando termine el amor» y que no se desprecie a una mujer que no quiera estar sujeta a ningún hombre o porque tenga un amante y críe dos, cuatro o los hijos que quiera.

## Características

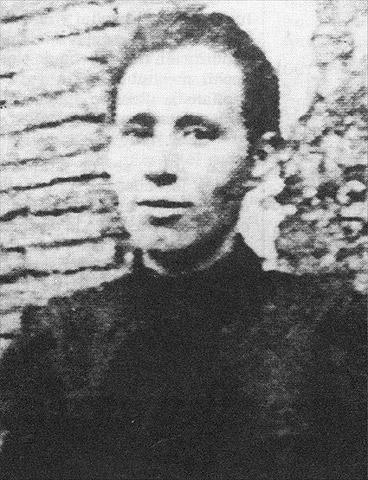
Fotografía de Virginia Bolten (1876-1960). Fue la editora de la versión rosarina de La Voz de la Mujer, publicada en 1899.

El formato del periódico era de cuatro páginas y su tirada era de 1.000 a 2.000 ejemplares, además de su distribución semiclandestina, debido a su defensa de la acción directa. En la portada se avisaba a los lectores: “Aparece cuando puede y por suscripción voluntaria”. El periódico se sostenía económicamente mediante listas de suscriptores y donaciones individuales. En la última página de cada número se declaraban los gastos de la edición. La redactoras estaban en contacto con las famosas anarquistas Louise Michel y Emma Goldman, según se asegura en el número 5 del periódico. Su primer número salió el 8 de enero de 1896. Las dificultades económicas conspiraron contra la viabilidad del proyecto, y las deudas llevaron al periódico a su desaparición. El último número se editó el 1 de enero de 1897.
El historiador anarquista Max Nettlau rescató la mayor parte de sus números y se encuentran en el Instituto Internacional de Historia Social de Ámsterdam.

## En el cine
La militancia de Virginia Bolten y su periódico La Voz de la Mujer son el tema central de la película Ni Dios, ni patrón, ni marido, estrenada en Argentina en 2010, dirigida por la española Laura Mañá y protagonizada por la argentina Eugenia Tobal. El guion fue escrito por Esther Goris y Graciela Maglie, quienes se basaron en el trabajo de Nora Usenky y Mariana Fontana (profesoras de Historia e investigadoras rosarinas).